# Libertà
Le Libertà (en français, Liberté) est un quotidien italien publié à Plaisance et le plus diffusé de cette ville. Il est vendu aussi dans toute la région Émilie-Romagne, et aussi en Ligurie, en Vallée d'Aoste et dans la Province de Lodi.

## Histoire
Fondé le 27 janvier 1883 par le journaliste Ernesto Prati, c'est l'un des plus anciens journaux italiens, avec le Corriere della Sera.
À partir de septembre 2000, le directeur de publication est Gaetano Rizzuto.
En 2008, le journal passe au format tabloïd et a toutes ses illustrations en couleur.
En 2010, il se vend environ 35 000 exemplaires par jour, chiffre qui atteint plus de 40 000 exemplaires pour l'édition dominicale.

## Diffusion
| Année | Exemplaires vendus |
| ----- | ------------------ |
| 2008  | 28.102             |
| 2007  | 28.808             |
| 2006  | 29.409             |